# Jendayaparkiet
De jendayaparkiet (Aratinga jandaya) is een vogel uit de familie van de Psittacidae (papegaaien van Afrika en de Nieuwe Wereld) afkomstig uit Zuid-Amerika met name Brazilië.

## Kenmerken
Kop en hals zijn oranjegeel, overgaand in een oranjerode borst en buik. De bovendelen, de vleugels en de staart zijn overwegend groen. De staart heeft bovendien een gele glans. Het verenkleed bij beide geslachten is gelijk. De ogen zijn bruin, de snavel zwart en de poten zwartgrijs. De jendayaparkiet kan (inclusief lange staart) tot 30 cm lang en 125 gram zwaar worden.

## Leefwijze
De vogels leven solitair, paarsgewijs of in kleine groepen van 10 tot 20 vogels. Hun voeding bestaat in hoofdzaak uit zaden, boomvruchten, noten en bessen.

## Voortplanting
Jendayaparkieten zijn holenbroeders, in het wild broeden ze in holtes hoog in bomen. De pop maakt de bodem door krabben en kauwen geschikt als nestplaats, er wordt verder geen of nauwelijks nestmateriaal het nest in gebracht. Na diverse paringen legt de pop gemiddeld 5 eieren, er kunnen wel enkele dagen tussen zitten per ei. De broedduur bedraagt rond de 25 dagen, maar vaak is het eerste jong al een week uit het ei voor de laatste kipt. Beide oudervogels voeren de jongen zeer vaak en het lukt het koppel dan ook vaak om alle jongen groot te brengen, het zijn prima ouders. De jongen kruipen het nest uit als ze zo'n 8 of 9 weken oud zijn.

## Verspreiding
De Jendayaparkiet heeft zijn verspreidingsgebied in Noordoost-Brazilië en komt daar vrij algemeen voor. Hij bewoont hier tropische savannegebieden met boombestanden, die gelegen zijn aan de randen van het tropisch regenwoud.